# Chất lượng dịch vụ hệ thống viễn thông di động toàn cầu
Ở đây, ta sẽ xem xét kỹ hơn về QoS (Chất lượng dịch vụ) của một dịch vụ trong mạng. Mọi dịch vụ đều có những yêu cầu đặc trưng cho tuyến truyền dẫn mang thông tin dịch vụ. Một vài dịch vụ thì có những yêu cầu chặt chẽ hơn các loại khác. Một mạng tiêu biểu sẽ mang nhiều dịch vụ và nhiều yêu cầu dịch vụ từ nhiều người sử dụng cùng một lúc. Mỗi một dịch vụ sẽ có những yêu cầu riêng.Vì tài nguyên mạng là có giới hạn nên ta cần cấp vừa đủ tài nguyên cho mỗi yêu cầu, không quá nhiều mà cũng không quá ít. Việc cấp tài nguyên như vậy có thể làm cho các định nghĩa về QoS trở nên phức tạp nhưng làm như vậy thì chúng ta sẽ có một hệ thống khá đa dạng. Nói cách khác, việc phân nhiều QoS sẽ đem lại một mạng rất đa dạng bởi vì nhiều tiêu chuẩn QoS sẽ được thêm vào lưu lượng mạng hiện tại.

## Các loại lưu lượng và các thuộc tính QoS:
UMTS giới thiệu một khái niệm đơn giản về QoS bao gồm bốn loại lưu lượng và một số các thuộc tính QoS để định nghĩa các đặc tính lưu lượng của các loại lưu lượng. Mỗi kiểu lưu lượng cần đảm bảo một mức QoS nhất định tùy theo ứng dụng của dịch vụ.
Có bốn loại lưu lượng là: QoS hội thoại, QoS luồng, QoS tương tác, QoS nền. Yếu tố phân biệt chủ yếu của các dịch vụ này là độ nhạy cảm trễ của lưu lượng. Chẳng hạn loại hội thoại rất nhạy cảm với trễ, trong khi đó loại cơ bản ít nhạy cảm với trễ nhất.
- QoS hội thoại: Hiện nay, hệ thống nổi tiếng nhất của loại lưu lượng hội thoại là đàm thoại qua điện thoại, nhưng Internet và đa phương tiện sẽ giới thiệu nhiều dịch vụ hơn yêu cầu loại lưu lượng này. Ví dụ như là dịch vụ Voice over IP (VoIP) và dịch vụ hội nghị truyền hình. Hội thoại thời gian thực luôn được thực hiện giữa những người dùng đầu cuối đồng cấp (hay nhóm). Đây là loại duy nhất trong bốn loại mà đặc tính lưu lượng yêu cầu được xác định một cách nghiêm ngặt bởi sự cảm nhận của con người. Trong loại lưu lượng này, lưu lượng được đặc trưng hầu hết bởi một giá trị trễ lan truyền nhỏ vì nếu không đảm bảo trễ đủ nhỏ sẽ dẫn đến không đảm bảo chất lượng.
- QoS luồng: Khi một người dùng đầu cuối tìm kiếm hay lắng nghe âm thanh, video thời gian thực thì loại lưu lượng luồng sẽ được áp dụng. Trong loại lưu lượng này thì sự biến thiên độ trễ của một luồng dữ liệu từ đầu cuối đến đầu cuối sẽ được giới hạn để giữ sự biến thiên ở một mức có thể quản lý được. Thông thường, đầu cuối tiếp nhận của luồng dịch vụ có sự cân chỉnh thời gian và sự cân chỉnh thời gian này được quan tâm bởi một ứng dụng của người sử dụng đầu cuối. Do đó, giới hạn của sự biến thiên được thiết lập bởi ứng dụng của người sử dụng đầu cuối. Vì dịch vụ truyền thông là một chiều, trễ lâu hơn và sự biến thiên độ trễ là lớn hơn nên được chấp nhận hơn so với loại lưu lượng hội thoại.
- QoS tương tác: Loại lưu lượng tương tác mô tả hệ thống truyền thông dữ liệu cổ điển, được đặc trưng bởi các yêu cầu / phản hồi của người sử dụng đầu cuối. Tại nơi nhận bản tin có một thực thể mong đợi bản tin (phản hồi) trong khoảng thời gian nhất định. Thời gian trễ hành trình là một trong những thuộc tính khóa. Một đặc trưng khác là nội dung của gói nên được truyền một cách rõ ràng (trong suốt) với một tỷ lệ bit lỗi thấp.
- QoS nền: Loại lưu lượng nền là một hệ thống truyền thông dữ liệu khác, ít nhiều không nhạy cảm với trễ nên không đòi hỏi phải phản hồi tức thì. Trễ có thể vài giây, vài chục giây hay thậm chí có thể lên đến vài phút. Lưu lượng nền là một trong số các hệ thống thông tin số liệu cổ điển được đặc trưng bởi yếu tố nơi nhận không mong đợi số liệu trong khoảng thời gian nhất định. Một đặc trưng khác là nội dung của gói không nhất thiết phải được truyền trong suốt.

Bảng 1.Các loại lưu lượng và các đặc trưng của chúng.

Trong thời gian đầu của UMTS các lưu lượng hội thoại và luồng sẽ được phát như là các kết nối thời gian thực trên giao diện vô tuyến của WCDMA, trong khi đó các loại tương tác và nền được phát như là các gói số liệu phi thời gian thực theo lịch biểu. Bảng 1 cho thấy các ví dụ về dịch vụ điển hình và loại lưu lượng của chúng. Tính chất của các loại lưu lượng được mô tả trong các thuộc tính QoS. Các thông số có thể điều chỉnh được là:
- Loại lưu lượng: Thông số này là một trong những giá trị như: Hội thoại, luồng, tương tác hay nền. Bằng việc phân tích thuộc tính này, UMTS tạo ra giả thiết về nguồn lưu lượng và tối ưu việc truyền dẫn cho dạng lưu lượng đó.
- Tốc độ bit tối đa (Kb/s): Tốc độ bit tối đa là giới hạn cao hơn mà một người sử dụng hay một ứng dụng có thể cung cấp. Tất cả các thuộc tính dịch vụ mạng UMTS có thể đáp ứng cho lưu lượng lên tới tốc độ bit tối đa, dựa vào điều kiện mạng. Mục đích của thuộc tính này là để giới hạn tốc độ bit truyền tới các ứng dụng hay các mạng bên ngoài và cho phép tốc độ bit mà người dùng cần tối đa để định nghĩa cho các ứng dụng có thể hoạt động ở các tốc độ khác nhau.
- Tốc độ bit đảm bảo (Kb/s): Các thuộc tính dịch vụ mạng UMTS (ví dụ: độ trễ và độ tin cậy) cam đoan cho lưu lượng lên tới tốc độ bit đảm bảo. Đối với các loại lưu lượng có độ ưu tiên cao như thoại, video streaming thì cần phải có tốc độ bit ổn định để không làm ảnh hưởng tới chất lượng của dịch vụ.
- Chỉ thị chuyển giao (Y/N): Thuộc tính này chỉ ra rằng mạng UMTS có nên cung cấp chuyển giao trong dãy SDU hay không. Thuộc tính này có nguồn gốc từ giao thức người sử dụng (PDP-type). Chú ý rằng chỉ thị chuyển giao nên để ở chế độ "N" cho dạng giao thức dữ liệu gói (IPv4 hoặc IPv6).
- Kích cỡ SDU tối đa (octets): Thuộc tính này xác định kích cỡ tối đa của SDU mà các mạng phải đáp ứng để thỏa QoS. Kích cỡ SDU tối đa được dùng để điều khiển nạp và lập chính sách truyền tối ưu.
- Thông tin định dạng SDU (bits): Với thuộc tính này có khả năng xác định một danh sách các kích cỡ đúng của tất cả các SDU. Lý do làm như vậy là vì mạng truy nhập vô tuyến cần thông tin kích cỡ của SDU để hoạt động trong suốt trong giao thức điều khiển đường link vô tuyến. Nếu ứng dụng có thể định rõ được kích cỡ của SDU thì mạng sẽ ít hao tốn hơn.
- Tỷ lệ lỗi SDU: Thuộc tính này cho thấy một phần nhỏ của các SDU bị mất hoặc bị phát hiện là không chính xác. Tỷ lệ lỗi SDU chỉ định nghĩa cho các lưu lượng thích hợp.
- Tỷ lệ lỗi bit dư thừa: Thuộc tính này cho thấy tỷ lệ lỗi bit không được phát hiện của các SDU được chuyển giao. Nếu không phát hiện lỗi thì tỷ lệ lỗi bit dư thừa cho thấy tỷ lệ lỗi bit trong các SDU được chuyển giao. Thuộc tính này được sử dụng để cấu hình các giao thức giao diện vô tuyến, các thuật toán và mã hóa phát hiện lỗi.
- Sự chuyển giao không chính xác các SDU (Y/N/-): Thuộc tính này cho biết việc phát hiện các SDU không chính xác có nên chuyển đi hay không. "Y" cho biết rằng việc phát hiện lỗi được sử dụng và các SDU không chính xác được chuyển giao cùng với một chỉ thị lỗi. "N" cho biết rằng việc phát hiện lỗi được sử dụng và các SDU không chính xác bị bỏ đi. "-" cho thấy rằng tất cả các SDU đều được chuyển giao mà không có đánh giá phát hiện lỗi.
- Trễ lan truyền (ms): Thuộc tính này cho thấy độ trễ tối đa cho sự phân phối 95% độ trễ cho tất cả các SDU được chuyển giao trong suốt thời gian sống của một dịch vụ. Thuộc tính này liên quan tới độ trễ cho phép bởi ứng dụng. Tùy vào từng ứng dụng mà có quy định khác nhau về trễ lan truyền.
- Độ ưu tiên xử lý lưu lượng: Thuộc tính này xác định tầm quan trọng tương đối của việc xử lý các SDU dựa trên mạng UMTS. Trong loại lưu lượng tương tác, đó là một định nghĩa để phân biệt giữa các chất lượng mạng. Nó được điều khiển bằng việc sử dụng thuộc tính độ ưu tiên xử lý lưu lượng, cho phép UMTS lịch trình lưu lượng phù hợp.
- Độ ưu tiên cấp phát/duy trì: Thuộc tính này xác định tầm quan trọng tương đối, được so sánh với các mạng UMTS khác. Thuộc tính này được sử dụng để phân biệt giữa các mạng khi thực hiện sự cấp phát và duy trì của một mạng.
- Mô tả các số liệu thống kê nguồn ("speech"/"unknown"): Thuộc tính này xác định các đặc trưng của nguồn của các SDU gửi.
- Chỉ thị báo hiệu (Y/N): Thuộc tính này cho thấy bản chất báo hiệu của các SDU gửi, được thêm vào các thuộc tính QoS khác và không viết chồng lên chúng. Chỉ thị báo hiệu chỉ được định nghĩa cho loại lưu lượng tương tác.

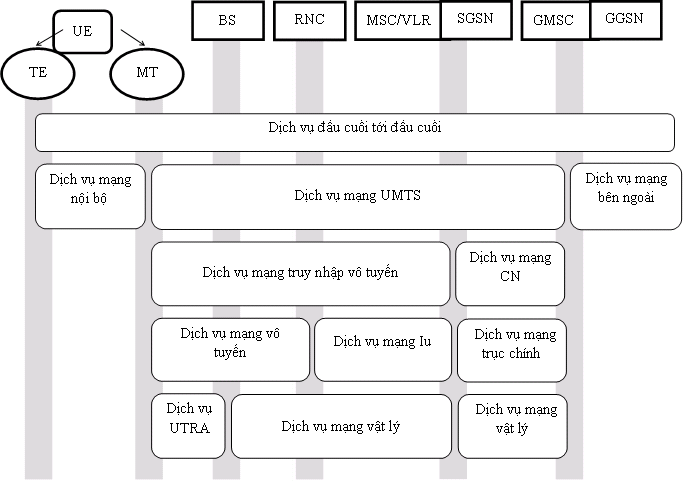
Hình 1. Kiến trúc mạng/QoS trong UMTS.

Hình trên cho thấy cách thức mà mạng sử dụng các tham số và sự kết hợp của chúng. Bởi vì mạng UMTS bao gồm nhiều phần khác nhau, mỗi phần có các đặc trưng riêng nên cần phải có nhiều mạng khác nhau bao phủ hết các phần của hệ thống này. Các mạng chỉ bao phủ một phần đã biết của hệ thống. Các giới hạn tối đa của một mạng được quản lý bởi mạng lõi.Vì giao tiếp vô tuyến thường bị tình trạng thắt cổ chai nên thực tế, việc cấp phát mạng được xác định bằng bộ điều khiển mạng vô tuyến (RNC) dựa trên giao tiếp vô tuyến đã có của tải và nhiễu.

## Các cơ chế của QoS:
Việc phát hành 3GPP phiên bản năm, mục đích là chuyển mạng 3G chạy hoàn toàn trên giao thức Internet (IP). IP đặc biệt phù hợp cho các mạng mà chất lượng kết nối của chúng được miêu tả như là "best effort". Mạng nổi tiếng dựa trên nguyên lý này là mạng Internet công cộng.
Khi thế giới chuyển hướng tới di động, truyền thông thoại và dữ liệu thì IP truyền thống lại đặt ra các thách thức mới. Trong mạng di động, các người dùng đầu cuối sử dụng các dịch vụ hướng kết nối với các đặc trưng về chất lượng. Điều này tạo ra sức ép cho các cơ chế đảm bảo của QoS được đặt ra để đảm bảo về mặt chất lượng. Một phương pháp rất đơn giản mang lại QoS cho hệ thống là tạo ra một lượng băng thông không giới hạn cho người sử dụng đầu cuối. Phương pháp này được gọi là "overprovisioning". Nhưng phương pháp này rất tốn kém nên người ta đã nghĩ ra phương pháp khác thay thế mà vẫn đảm bảo QoS cho nhiều người sử dụng với lượng băng thông là có giới hạn và số lượng người sử dụng liên tục thay đổi.
Các mục sau đây sẽ giới thiệu các cơ chế này và những nguyên lý cơ bản của chúng ở một mức độ chung.

### Giao thức ReSerVation (RSVP):
RSVP có thể là cơ chế phức tạp nhất để đem lại QoS. RSVP được sử dụng để khởi động các dịch vụ tích hợp. Một dịch vụ tích hợp bao gồm 2 khả năng:
- Guaranteed: Đây là một dịch vụ tích hợp mô phỏng một mạch kênh riêng ảo. Nó cung cấp giới hạn ổn định về độ trễ kết nối từ đầu cuối tới đầu cuối dựa trên các tham số lưu lượng.
- Controlled load: Đây là các dịch vụ tích hợp bằng với dịch vụ "best effort" trong điều kiện không có tải. Nói cách khác thì nó tốt hơn dịch vụ "best effort" nhưng ưu thế này không được đảm bảo trong mọi điều kiện.

### Các dịch vụ khác biệt (DiffServ):
DiffServ là một phương pháp tương đối đơn giản để phân biệt các dịch vụ và cho phép các loại dịch vụ này được đối xử khác nhau trong mạng. Các loại lưu lượng được xác định trước cấu hình và giới hạn, gọi là các codepoint hay các giá trị DiffServ. Có khả năng có nhiều loại lưu lượng với DiffServ, nhưng chỉ có hai cấp độ dịch vụ quan trọng:
- Chuyển tiếp nhanh: Loại này giảm thiểu độ trễ và jitter nên cung cấp một mức độ cao của QoS. Các lưu lượng không phù hợp với loại này thì đơn giản chúng được loại bỏ đi. Chuyển tiếp nhanh được thực hiện với một DiffServ codepoint đơn.
- Chuyển tiếp đảm bảo: Loại dịch vụ này có thể chia làm bốn loại con và ba mức độ ưu tiên giảm dần. Do đó chuyển tiếp đảm bảo bao gồm 4 x 3 = 12 DiffServ codepoint.

### Chuyển mạch nhãn đa giao thức (MPLS):
MPLS có nhiều đặc điểm chung với DiffServ. Ví dụ MPLS biểu thị lưu lượng trong mạng ở các điểm vào/ra. Phạm vi cung cấp của MPLS khác so với DiffServ: Mục đích của DiffServ là để phân loại lưu lượng trên toàn mạng, trong khi mục đích của MPLS là để phân loại lưu lượng trên router tiếp theo.
MPLS không bị điều khiển bởi một ứng dụng nào (ví dụ: MPLS không có giao diện lập trình ứng dụng) và không có một thành phần người sử dụng đầu cuối hay một host nào. MPLS chỉ nằm ở các server.
Một đặc điểm đáng lưu ý là MPLS là một giao thức độc lập. Nói cách khác, MPLS có thể được sử dụng với bất kỳ một giao thức mạng nào. IP là giao thức đầu tiên được chọn, nhưng ATM và frame relay cũng được chú ý đến. Nó thậm chí được sử dụng trực tiếp ở phần đầu của lớp liên kết dữ liệu khi môi trường làm việc được gọi là một "khung MPLS".

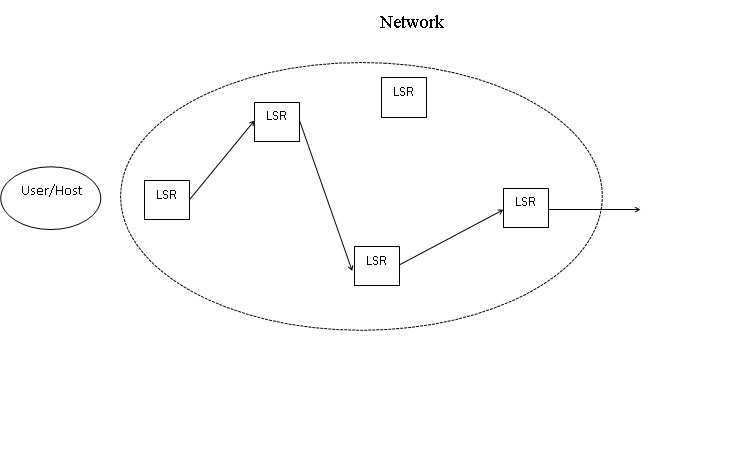
Hình 2. Sơ đồ nguyên lý MPLS.

Các bộ định tuyến có khả năng chạy MPLS được gọi là "Các bộ chuyển mạch nhãn" (LSR). LSR đầu tiên trong mạng MPLS sẽ nhận các gói và quyết định chuyển tiếp dựa trên địa chỉ đích của gói hay thông tin trên phần header của gói. Các thông tin quyết định cho việc chuyển tiếp gói tin được xác định bởi các chính sách nội bộ bên trong. LSR đầu tiên gán một nhãn thích hợp vào gói và chuyển tiếp đến LSR tiếp theo. Khi nhận được gói tin, LSR tiếp theo xem xét phần nhãn đính kèm. Nhãn hoạt động như một con trỏ trỏ tới một bảng chứa các thông tin chỉ thị về các LSR kế tiếp và gán một nhãn mới cho gói này rồi chuyển tiếp đi. Hoạt động này lặp lại đến khi gói tìm được địa chỉ ra cần thiết hay đến khi số LSR được quy định tối đa bằng 0. Nếu gói không tìm thấy lối ra hay nói cách khác là số LSR mà gói có thể đi qua tối đa bằng giá trị 0 thì gói đó sẽ bị loại bỏ.